# Francis Scully (regatista)
Francis Paul Scully (Boston, 24 de enero de 1925-Stonington, 9 de noviembre de 1998) fue un deportista estadounidense que compitió en vela en la clase 5.5 Metre. Participó en los Juegos Olímpicos de Tokio 1964, obteniendo una medalla de bronce en la clase 5.5 Metre.

## Palmarés internacional
| Juegos Olímpicos | Juegos Olímpicos | Juegos Olímpicos  | Juegos Olímpicos |
| Año              | Lugar            | Medalla           | Clase            |
| ---------------- | ---------------- | ----------------- | ---------------- |
| 1964             | Tokio (Japón)    | Medalla de bronce | 5.5 Metre        |